# Sybra eumilis
Sybra eumilis är en skalbaggsart som först beskrevs av Dillon 1952.  Sybra eumilis ingår i släktet Sybra och familjen långhorningar.
Artens utbredningsområde är Fiji. Inga underarter finns listade i Catalogue of Life.